# Kujawy (Sainte-Croix)
Pour les articles homonymes, voir Kujawy.
Kujawy est une localité polonaise de la gmina d'Iwaniska, située dans le powiat d'Opatów en voïvodie de Sainte-Croix.